# Arriel
L'Arriel o Saldiecho és una muntanya de 2.824 metres que es troba a la província d'Osca (Aragó). És proper a les entitats de població de Sallent de Gállego